# Moda passeggera

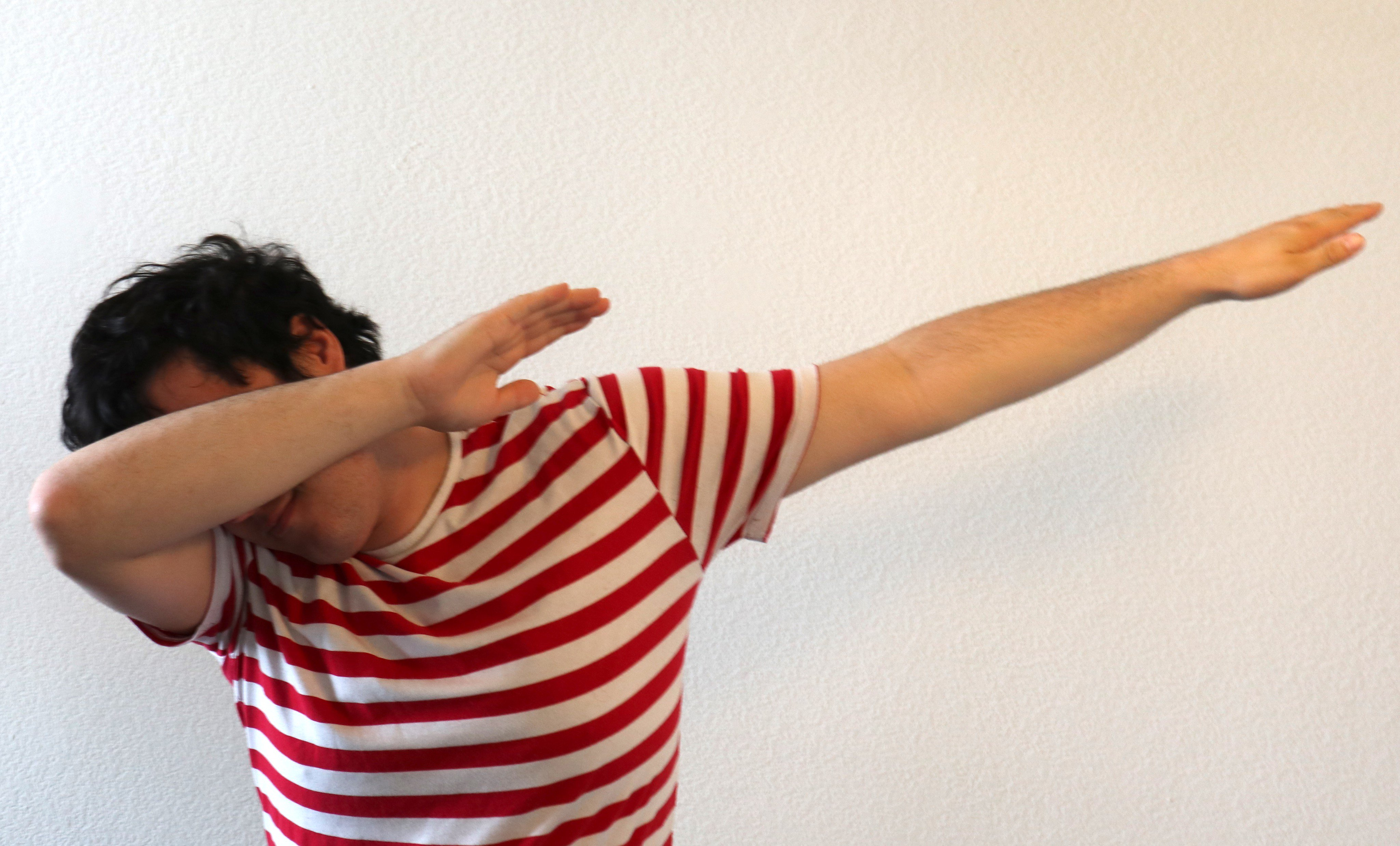
Il gesto della dab, andato di moda durante la metà degli anni 2010.

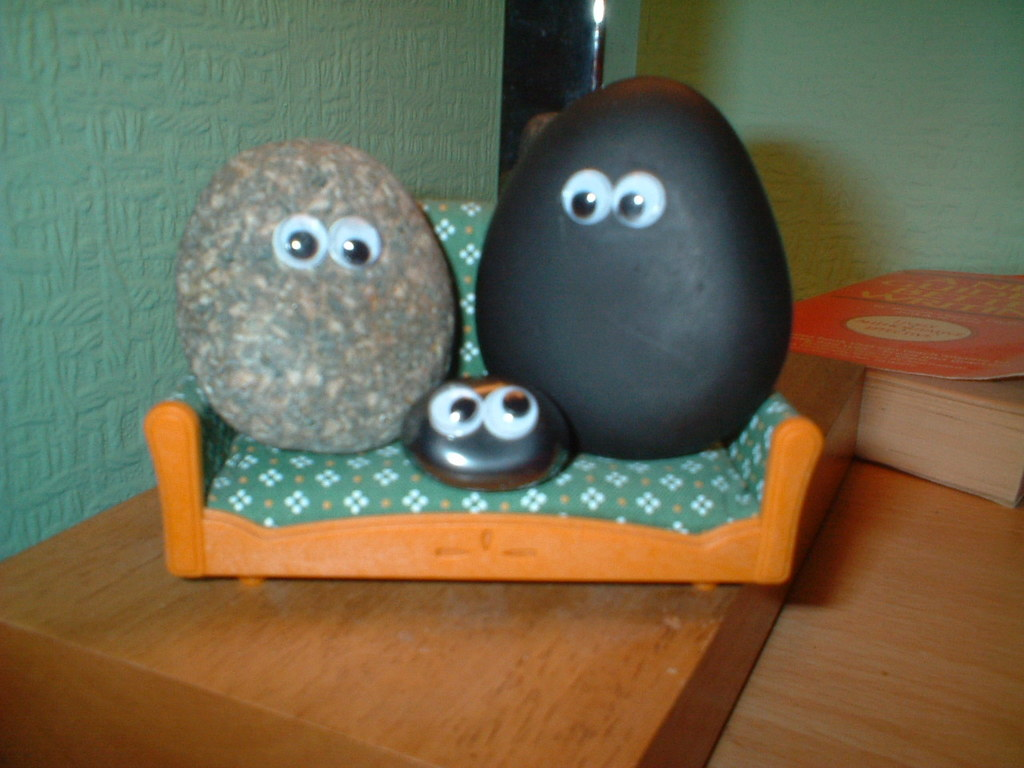
I Pet Rock, andati di moda per un breve periodo durante gli anni 1970.

Una moda passeggera o moda del momento, detta anche trend, è un comportamento collettivo, sviluppatosi in un dato contesto culturale, una generazione o un gruppo sociale, nel corso del quale un gruppo di persone segue un particolare impulso per un breve periodo di tempo. Il termine può anche indicare qualcosa di concreto o astratto intorno al quale si focalizza tale interesse generale.

## Descrizione
Le mode passeggere rientrano nel sottoinsieme dei comportamenti collettivi ed esistono diversi modi attraverso i quali possono manifestarsi. In genere consistono in usanze particolari (ad es. diete, balli, gesti, l'ascolto di determinati generi musicali) o nell'appropriazione di determinati oggetti (ad es. abiti, acconciature, giocattoli). Ciò che accomuna le mode è il fatto di essere meno durature rispetto alle abitudini e i costumi e dall'essere percepite come "popolari" e "eccitanti" all'interno di un gruppo dei pari; possono anche diffondersi nelle reti sociali, diventando virali attraverso varie modalità (ad es. meme, video, canzoni).
Secondo l'Enciclopedia Britannica, le mode passeggere hanno tre elementi in comune con le cosiddette "ossessioni collettive". Il primo è la loro tendenza a diffondersi con il passare del tempo; il secondo è il fatto di essere percepite come ridicole e/o irrazionali da coloro che non le condividono e seguono; il terzo è il fatto di decadere bruscamente dopo aver raggiunto il massimo della notorietà e di essere seguita da una "contro-ossessione" collettiva che porta gli ex praticanti a percepire come ridicoli coloro i quali continuano a seguirle.

## Spiegazione del fenomeno

### Origini
Una delle modalità attraverso le quali si può diffondere una moda passeggera è quella top-down, attraverso la quale la moda viene dapprima creata per l'élite, e, da quest'ultima, si diffonde alle classi sociali inferiori. Sebbene i membri dell'élite non debbano essere necessariamente di alto ceto sociale, dispongono comunque di risorse sufficienti che consentono loro di sperimentare nuovi concetti in materia di innovazione. Nonostante ciò, sebbene l'élite rivesta un ruolo di primaria importanza, tocca ad altri scegliere se adottarle o meno.
Si può anche supporre che non tutte le mode inizino con i loro adottanti in quanto la vita sociale fornisce già alle persone delle idee che possono contribuire a creare una base per esse. Ad esempio, un'azienda può prendere in esame ciò che interessa a una vasta cerchia di individui in un dato contesto per creare qualcosa di nuovo. Le idee che stanno alla base delle mode non sono sempre originali; in alcuni casi, possono ispirarsi al passato.
Molte mode vengono anche veicolate dalla figura del trendsetter e, su internet, dagli influencer.

### Fine
Le mode passeggere terminano nel momento stesso in cui la spinta innovativa che le caratterizza viene meno, ovvero quando le persone non le considerano più "nuove" e "uniche". Maggiore è il numero di persone che segue una moda e maggiore sarà la possibilità che essa venga percepita come "inflazionata", perdendo in questo modo l'attrattività che la caratterizzava all'inizio.
In molti casi, i primi ad adottare una moda passeggera sono i primi ad abbandonarla; ciò è anche portato dal fatto che la medesima diventa un ostacolo per la loro routine quotidiana e possono accorgersi dei lati negativi dovuti alla stessa.